# 杜拜
25°15′47″N 55°17′50″E / 25.26306°N 55.29722°E
（羅馬化：Dubayy）是阿拉伯联合酋长国人口最多的城市，也是中东地区的经济和金融中心。位於阿拉伯湾東南岸，為该国七个酋长国之一迪拜酋长国的首府。
作為阿拉伯联合酋长国的经济中心，杜拜已经成为全球城市，同时也是世界主要客运及货运枢纽。1960年代，迪拜经济开始趋向贸易，并且开始实施小規模的石油勘探。1966年发现石油，1969年起開始出口石油。石油收益加速杜拜早期城市發展，但石油儲量有限且產量不高，目前經濟以資本投資和旅遊、貿易、服務等驅動，石油收益佔比低於5%。
杜拜採行西方商業模式，經濟發展主要依賴觀光業、航空業、房地產及金融服務業。根據萨拉姆标准，杜拜被認為是穆斯林遊客的最佳旅遊地點。隨著創新大型建築計畫、舉辦運動賽事提高城市關注度，杜拜也成為摩天大樓的指標城市，世界最高大樓哈里發塔也位於杜拜。但杜拜對於大量南亚及菲律宾勞動者不良的人權紀錄，亦遭批評。於2007年-2008年環球金融危機後，杜拜房地市場在2008–09間面臨嚴重衰退，隨著經濟恢復成長，2015年財政出現盈餘。

## 名称
「杜拜」这一名称被认为有着许多不同的来源。其意思可能是用来指“集市”（سوق‎, souk），或者是指“金钱”。也有学者指出可能意为“爬”，指流动速度缓慢的迪拜河。

## 历史

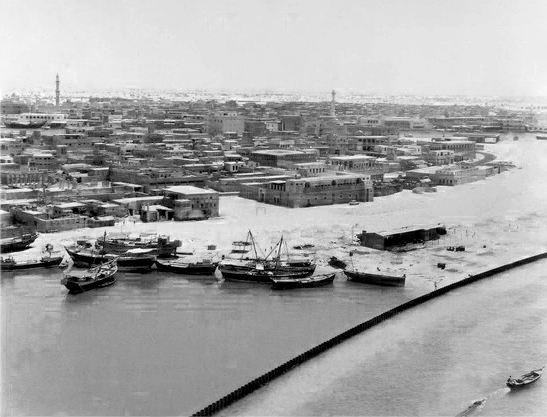
二十世纪六十年代的迪拜德拉地区

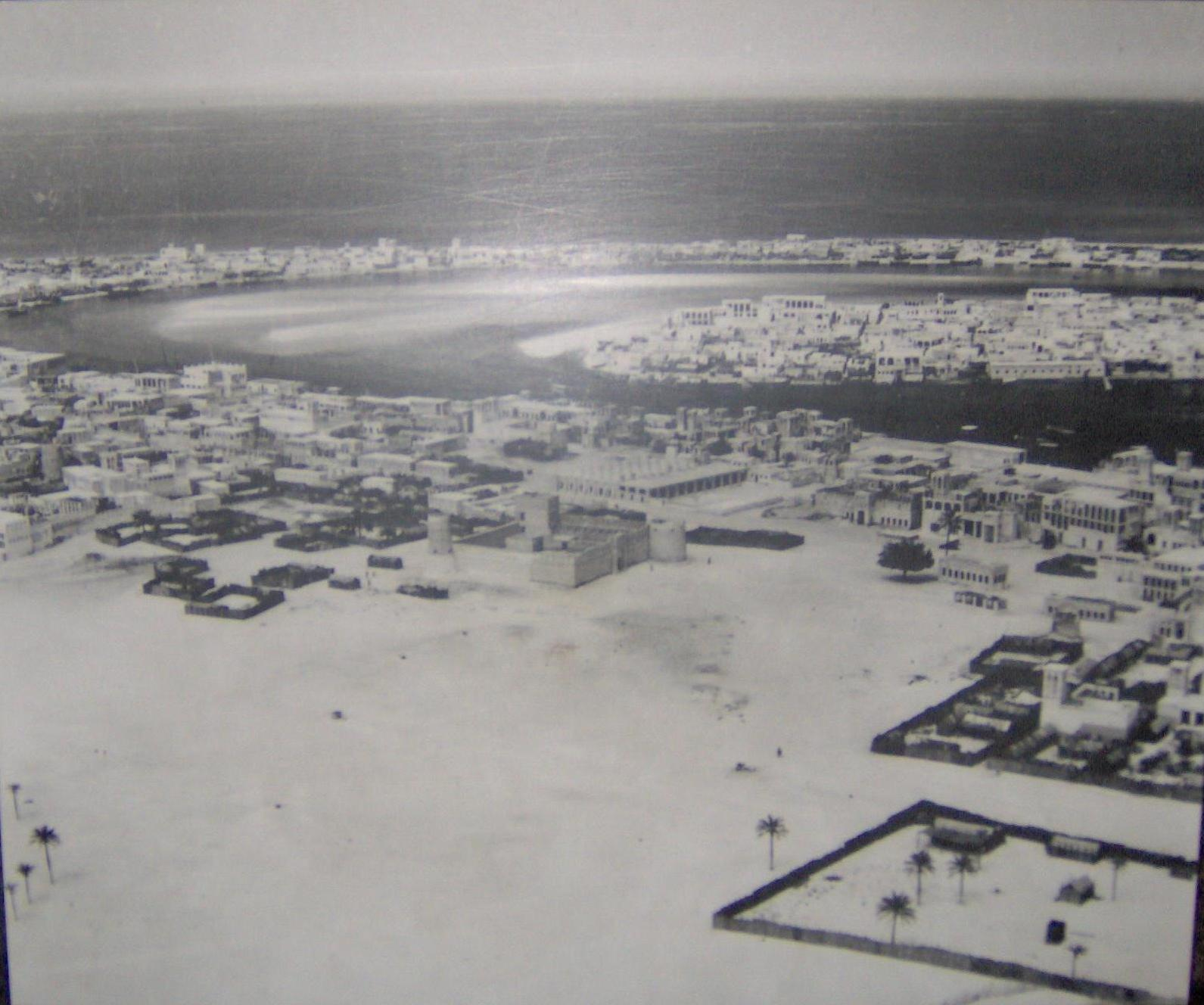
1971年的迪拜

公元前三世纪，迪拜就有人类活动。这几年来，考古学家在迪拜久迈拉地区发现公元五世纪人类住区遗址及文物。
最早提到迪拜的文献为1095年阿拉伯学者Abu Abdullah al-Bakri所著的《地理书》（Book of Geography）。威尼斯珍珠商人Gaspero Balbi于1580年访问了此地，并提到了迪拜。
迪拜从1799年开始有村庄出现的记录。在18世纪早期，巴尼亚斯部落的阿尔·阿布·法拉沙后裔开始迁徙至迪拜，而他们一直在阿布扎比居住直至1833年。
1820年1月8日，杜拜的谢赫·拉希德二世·本·赛义德·阿勒马克图姆与英国签订了基础和约。1833年，巴尼亚斯部落的阿勒马克图姆王朝在没有抵抗的情形之下离开了阿布扎比并迁移至迪拜。1835年，迪拜与特鲁西尔酋长国的其余部分与英国签订了海上停战协定并在二十年后签订“永久停战协议”。1852年，马克图姆成为谢赫，开创了该家族在迪拜的统治。从此，迪拜作为新独立的酋长国，正式与阿布扎比酋长国分离。迪拜以其在1892年所订的秘密协议受到英国的保护。1892年3月，特鲁西尔阿曼成立。多年之后，迪拜得到很快的发展，成为定居在城市中的外国商人的重要的海上贸易港口，它的宽松的自由贸易价格和合理的税制，吸引着来自各个地区的冒险家们相继来到这里寻求发展。与周围市镇不同，迪拜的管理者鼓励商业贸易。迪拜曾是一个吸引（以印度人为主）定居在城市中的外国商人的重要港口。直到1930年代，它都以珍珠出口而闻名。
1966年，在离杜拜海岸线120千米的地方发现了石油，之后迪拜获得石油开采权。随着石油的开采与出口，迪拜的经济和城市基础建设得到了更大的发展，1968年至1975年間，杜拜人口成長超過三倍。1971年，英国作为保护国离开波斯湾，迪拜联合阿布扎比和其它五个酋长国于1971年12月2日成立了阿拉伯联合酋长国，1973年杜拜與其他酋長國開始使用共同貨幣阿联酋迪拉姆，同年，原先杜拜與卡達組成的貨幣聯盟宣告解散。。1970年代后，迪拜的领导者利用石油贸易轉投資其他產業成功地管理和运作，并利用石油所带了发展前景迅速地发展城市基础建设，進而發展国际性贸易市场並同时大力发展旅游业，使杜拜國際機場成為全球第二大運量的機場。
2024年4月15日起，杜拜遭遇建國以來的最大降雨量，因排水系統無法負荷導致全市淹水，陸空交通均中斷。

## 地理
杜拜位于阿拉伯半岛中部、阿拉伯湾南岸，波斯湾、沙迦的西南、阿布扎比的东北，与南亚次大陆隔海相望，并往陆地内延伸。哈塔（阿拉伯语：حتا）作为杜拜的外飛地，为阿曼所包围。
杜拜海岸线长734公里，它沿海岸线呈西南到东北的走向，长30公里，最宽处10余公里。一条长约14公里的海汊将它分为两部分，西南部分称为迪拉，东北部叫巴尔杜拜（阿拉伯语：بر دبي ）靠海汊的迪拉地段最为繁华。海汊从南到北，建有戈尔胡德桥、马克西姆桥和山代盍隧道，将東西部连在一起。

### 气候
杜拜属于亚热带气候，杜拜的夏季（四至十月）气温高达45℃以上，局部沙漠地区有小沙暴。十一月至次年三月为冬季，最低气温一般在11至13℃左右，历史最低气温为7℃。杜拜降水量在最近幾十年稍微增加，年降雨量為491.2 mm（19.34英寸）。杜拜夏季濕度偏中高，導致體感較為不舒適。
| 杜拜                               | 杜拜        | 杜拜        | 杜拜         | 杜拜        | 杜拜       | 杜拜       | 杜拜        | 杜拜        | 杜拜        | 杜拜       | 杜拜        | 杜拜        | 杜拜          |
| 月份                               | 1月         | 2月         | 3月          | 4月         | 5月        | 6月        | 7月         | 8月         | 9月         | 10月       | 11月        | 12月        | 全年          |
| ---------------------------------- | ----------- | ----------- | ------------ | ----------- | ---------- | ---------- | ----------- | ----------- | ----------- | ---------- | ----------- | ----------- | ------------- |
| 历史最高温 °C（°F）                | 31 (88)     | 31 (88)     | 41 (106)     | 41 (106)    | 45 (113)   | 45 (113)   | 47 (117)    | 48 (118)    | 43 (109)    | 40 (104)   | 41 (106)    | 31 (88)     | 48 (118)      |
| 平均高温 °C（°F）                  | 24 (75)     | 25 (77)     | 28 (82)      | 32 (90)     | 37 (99)    | 39 (102)   | 40 (104)    | 41 (106)    | 38 (100)    | 35 (95)    | 30 (86)     | 26 (79)     | 33 (91)       |
| 日均气温 °C（°F）                  | 19 (66)     | 20 (68)     | 22 (72)      | 26 (79)     | 30 (86)    | 33 (91)    | 34 (93)     | 35 (95)     | 32 (90)     | 29 (84)    | 24 (75)     | 21 (70)     | 27 (81)       |
| 平均低温 °C（°F）                  | 14 (57)     | 15 (59)     | 17 (63)      | 20 (68)     | 24 (75)    | 27 (81)    | 29 (84)     | 30 (86)     | 27 (81)     | 23 (73)    | 19 (66)     | 16 (61)     | 22 (72)       |
| 历史最低温 °C（°F）                | 8 (46)      | 7 (45)      | 11 (52)      | 8 (46)      | 17 (63)    | 22 (72)    | 25 (77)     | 25 (77)     | 22 (72)     | 16 (61)    | 13 (55)     | 10 (50)     | 7 (45)        |
| 平均降水量 mm（）                  | 48.7 (1.92) | 96.4 (3.80) | 113.1 (4.45) | 64.1 (2.52) | 3.5 (0.14) | 2.7 (0.11) | 12.8 (0.50) | 96.4 (3.80) | 13.0 (0.51) | 1.8 (0.07) | 16.3 (0.64) | 22.4 (0.88) | 491.2 (19.34) |
| 平均降水天数                       | 5           | 7           | 8            | 6           | 0.5        | 0.2        | 1.7         | 7.5         | 1           | 0          | 1           | 5           | 42.9          |
| 来源1：Dubai Meteorological Office |             |             |              |             |            |            |             |             |             |            |             |             |               |
| 来源2：Qwikcast                    |             |             |              |             |            |            |             |             |             |            |             |             |               |

## 政府及政治
目前迪拜的领导人是谢赫·穆罕默德·本·拉希德·阿勒马克图姆酋长，與哥哥谢赫·马克图姆·本·拉希德·阿勒马克图姆酋长一样，也是阿联酋的副总统和总理。迪拜现任王储是酋长次子哈姆丹·本·穆罕默德·本·拉希德·阿勒马克图姆。杜拜任命联邦国民议会40席代表中的8席，該機構為阿拉伯聯合大公國的國家立法機關。

### 伊斯蘭教法
在部分地方进行親吻行為属非法，且可能遭驱逐出境。飯店以外的餐廳基本上不能販賣酒精飲料。如同其他國家，酒駕在杜拜也是違法行為。
另外，在公開場合穿著性感或異性服飾可能觸犯法律，但規定女性在泳池及沙灘可以穿著比基尼泳衣。

## 区划

迪拜区划

迪拜划分为九个区：一区、二区、三区、四区和六区为市区，七区和九区为郊区，八区是杰贝阿里。每个区位以社区规模与主要公路的界线来划分。目前，迪拜有132个社区。

## 经济
杜拜為世界上發展最快的經濟體之一。 杜拜生產總值為1,107億美元，2014年經濟成長率為6.1%。雖然許多杜拜核心貿易基礎建設係為了支持石油工業， 但石油、天然氣佔杜拜營收已低於5%，石油產量約每天50,000至70,000桶（7,900至11,100立方），大多來自海上油田，天然氣佔營收約2%，杜拜石油儲量顯著下降，預期僅能再開採20年。房地產及營造業(22.6%)、貿易(16%)、轉口港(15%)及金融服務業(11%)為杜拜經濟最主要產業。
迪拜，以及交叉于迪拜河的德拉（独立的时候），是西方厂商的重要通商港口。许多的城市新金融中心都设在港区，成为1970年代与1980年代的重要贸易中心。直到1990年代，迪拜市区仍允许黄金自由贸易，因印度的黄金进口受限，所以迪拜成為走私黃金到印度的地點。
迪拜的石油蕴藏量比阿布扎比还少百分十几至二十几，杜拜政府不想倚重不多的石油存量，所以致力使經濟多元化，大力發展商業及刺激公司活動，以增加财政收入来源。迪拜经济从依赖石油向服务、观光业转变，使得杜拜不动产升值，建筑业的快速增长，让城市建设经历了前所未有的发展。旅遊業隨著迪拜樂園及其他主題公園、度假勝地、體育場地等旅游基础设施的建造也得到了快速發展。
今日，迪拜不仅成为重要的观光胜地与港口（杰贝拉里人工港，自1970年代起建设，世界最大的人工港），更是資訊技术与金融的产业重镇，并将有迪拜国际金融中心（DIFC）。1985年在迪拜成立的阿聯酋國際航空，坐落于迪拜国际机场，在2005年搭载了1200万名的旅客。迪拜機場為中東最重要的航空中转站之一。石油經濟現在只佔杜拜經濟的一小部分。

### 地产业和建筑业
谢赫·穆罕默德·本·拉希德·阿勒马克图姆极大渴望藉由摩天大楼来展现城市的超现代化。從2000年起，杜拜政府開始了大規模的建設與計畫，这不仅提升了杜拜房地产的热度，也使得迪拜成为世界成长最快速的城市之一。在很多地區裡，抬頭往上看，除了映入眼簾的杜拜天空之外還少不了至少一台起重機；業界的專家保守估計全世界的起重機大概有15-25%在杜拜。在杜拜與阿酋聯合大公國的建設速度通常都比西方國家要快得多。這可能是因為從印度次大陸來的勞工能夠接受比其他國家還要低的薪水。
2002年，阿聯酋修改法例，准許非阿聯國民在杜拜擁有物业（不包含土地），不動產的永久持有權及99年的長期租賃權仍准許售予擁有私人公司的個人。各國移民大量移居杜拜，帶來鉅額資本並刺激當地的經濟發展，估計光是來自伊朗的移民就在當地投資了2,000億美元以上。第一個由非阿拉伯聯合大公國國民所擁有的不動產，是由綠地、噴泉和湖所組成、Emmar Properties設計，稱為Emirates Hills的別墅社區。杜拜的投資者同時也在世界各地如紐約、倫敦等世界主要城市，大量購入房地產，其中具代表性的一個案例是2005年購入位於紐約市公園大道230號的建築（通常被稱為紐約中心大樓或Helmsley大廈），及中央公園南端的Essex House。
由于杜拜政府在2018-1-1之前都是免税（之后增加了5%的增值税），杜拜房屋供不應求，租金亦上揚。雖然在酋長謝赫·穆罕默德的命令下，到2006年為止平均薪酬每年都已經調漲15%了。薪資的調漲說明了失控的租金上漲將會斲傷經濟發展。此地的立法工作則詳實反映了這裡的資產市場仍然處於新生階段，而承租人及地主的權利則植基於借鏡於歐洲法規的不穩定原則。多數的契約及承租協定若以國際法標準來看其實站不住腳，而且內容總是過於有利出租人或販售土地資產的公司。

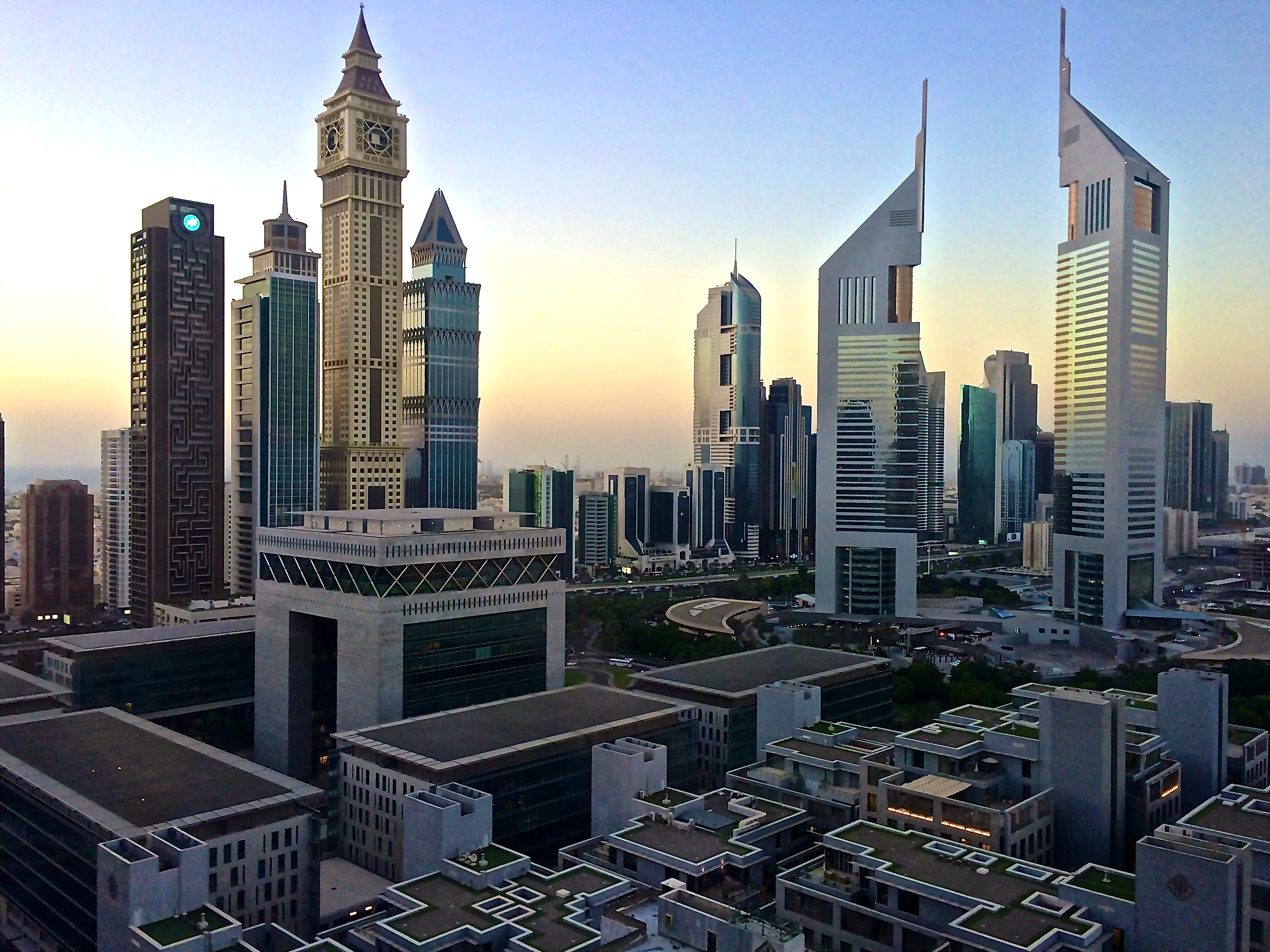
图右两栋最高的大厦为阿联大厦。

杜拜大規模建設與計畫，主要集中于Mina Seyahi地區和Jebel Ali區。
- 人工岛：棕榈岛 (Plam Jumeirah)、世界群岛
- 哈里發塔（原名杜拜塔），於2010年1月4日完工，高度為828公尺，目前为全世界最高的建筑。
- 迪拜购物中心，世界上最大的购物中心，位于哈里發塔附近。
- 阿联酋大厦：一座54层355米，另一座56层309米。分别为2005年世界第12与第24高的大楼。[44]
- 阿拉伯塔又名帆船酒店（Burj Arab），坐落于波斯湾上自有岛屿，曾经为世界最高级的饭店。
- 迪拜码头（Dubai Marina），具有无与伦比城市夜景的高级住宅区。
- 商业湾（Business Bay），迪拜的新中心商业区，全部完工后，迪拜河畔地区将矗立约500栋摩天大楼。
- 世贸中心（Dubai World Trade Centre），举行世界级商业展会的中心。
- 2006年五月一日，當局提出一個名為"Bawadi（英语：Bawadi）"的計劃，其中包括投資二百七十億元以提升杜拜飯店客房總數至29,000個，為現有的一倍；其中最大的一個飯店將命名為"Aisa, Asia"，預計提供超過6,500個客房，屆時將成為全球規模最大的飯店。
- 迪拜生物科技中心（Dubiotech），意在吸引各大生物科技企业进入，这些企业涉及制药、医疗、基因科技甚至生化武器防御（biodefense）。建立该中心的目的在于加快迪拜在生物科技的发展，并利用迪拜的区位优势，让这一快速发展的产业在此地立足。
- 迪拜国际媒体城（Dubai Media City）是迪拜的另一项工程，它旨在建立一个世界级的媒体网络集中地，涉及印刷、出版、传媒作品以及相关的诸多产业。这项工程于2003年启动，在2006年全部完成。有众多国际知名传媒公司入驻，如阳狮集团、三星集团等跨国企业。
- 迪拜滨水城区（Dubai Waterfront），2005年2月建设宣布动工， 它有华盛顿特区的两倍半大小，大约为曼哈顿岛的七倍。建成后的迪拜滨水城区将增加500公里的人工滨水区，届时一个岛上布满宾馆和居民区、岛屿与运河交织的混合体将呈现在世人面前，而世界另一个最高建筑Al Burj也将被包含其中。

迪拜較大的房產公司：
- 伊玛尔地产(Emaar Properties)
- 達馬克地產（DAMAC Properties），2013年達馬克在倫敦證券交易所IPO掛牌上市，並於2015年在杜拜金融市場上市。它是唯一在杜拜和倫敦證交所同時上市的阿聯酋地產商，也是杜拜第一大私人（非皇室成員）地產商。[45]
- 迪拜地产（Dubai Properties）
- Nakheel，阿联酋大型的房产公司之一，棕榈岛的开发者和建设者。

### 商业和金融业
政府成立许多的自由贸易区。
- 杜拜網路城（Dubai Internet City ）现在结合杜拜媒體城（Dubai Media City），及TECOM（杜拜科技、电子商务、媒体权威自由区），此内部包含了许多电脑公司如EMC、甲骨文、微软与IBM，与一些媒体机构如中东广播中心、CNN、路透社、ARY与美联社。
- 杜拜知識村（Knowledge Village）是座教育训练中心并为补足自由贸易区的其中两群，網路城與媒體城，以其设备来训练两地劳工的未来知识。

2009年11月25日，杜拜官方宣佈杜拜國營事業杜拜世界（Dubai World）將展延償債期限至少半年。此舉造成世界各國震撼，杜拜信用評等也隨之滑落，各國股市更是應聲而倒。据《纽约时报》报道，2008年杜拜的经济危机后，许多债务缠身的外籍人士为免无法偿还欠款而被监禁，故纷纷逃离该国，导致超过3000辆汽车被遗弃在杜拜机场的停车场。有些人将被刷暴的信用卡留在车内，有些人则将道歉字条贴在挡风玻璃上。虽然没有人知道实际情况到底有多糟，但数以百万计的外籍人士因失业而离开迪拜是不争的事实。这导致该国的消费减少，空置的房屋使部分地区犹如鬼城，房地产价格在两、三个月内狂跌至少30%。同时，豪华汽车的售价也比两个月前下跌了40%，原本堵满车辆的道路变得静悄悄。此外，许多大型建设项目都暂停或取消。迪拜每天都取消1500个工作签证，但该国劳工部发言人对此不置可否。杜拜政府不仅拒绝提供有关该国经济情况的资料，甚至草擬一個新的媒體法草案，凡是涉嫌破坏国家声誉或经济的媒体，将被罚款100万迪拉姆。若不是阿布扎比的及时援助，杜拜可能化为乌有。但现在杜拜再次恢复往日榮光，正为2020世界博览会作准备。

## 交通
道路及運輸局（Roads and Transport Authority，RTA）為杜拜交通的主管機構，於2005年根據皇家法律而成立。預期城市於2020年人口將超過350萬，政府投入700億阿聯酋迪拉姆，以改善城市交通。杜拜2009年車輛數為1,021,880。2010年1月，杜拜居民使用大眾運輸比例約6%。

### 航空
杜拜国际机场（IATA: DXB）為阿联酋航空及杜拜航空的樞紐機場，服務杜拜及其他酋長國，該機場為旅客量居世界第7，2014年共接待7,040萬人次，也是国际客量最多的機場之一。除旅客運輸外，該機場貨運量居世界第7，2014年處理量達237萬噸。阿联酋航空為杜拜國有航空公司，於2014年，該公司航點遍布六大洲，於超過70個國家，通航142個城市。

### 地鐵
杜拜地鐵耗資38.9億美元，由紅線及綠線兩條路線組成，行經商業區及住宅區，於2009年9月啟用。杜拜地鐵為阿拉伯半岛第一個開通的城市軌道交通系統，也是全世界最长的自动化无人驾驶轨道交通。

## 争议

### 环境
迪拜没有水资源，降雨量非常稀薄，于是进行海水淡化，生产淡水同时排出大量的二氧化碳，加上該地奢侈的生活方式，导致迪拜平均碳足迹世界最高，甚至超过美国人的两倍以上。

### 人权
阿联酋宪法第25条提到要公平对待各宗教、残疾人、民族，然而據人權團體觀察，外籍劳工（多来自孟加拉、巴基斯坦、印度等地）生活却相当不人道，他们处于严密监视之下，没有组织工会权力，也没有机会成为阿联酋公民。
迪拜没有破產概念，当一个人债务缠身而又无力偿还时就得去坐牢。一般人即使只是辞职，雇主也必须通知银行，此时若有未偿还的债务而数额又超过帐面储蓄额，则其所有财产都会被冻结，人也不能离开迪拜。
迪拜生活着超过200个不同国籍、不同宗教信仰的人，虽然是穆斯林国家，但十分尊重不同国籍、信仰之间的差异。比如在基督徒的圣诞节、印度的排灯节、華人的農曆新年时，各大娱乐景点、商场都会发出对该民族的祝福，同时举行各种盛典。哈利法塔也时常会准备精彩的灯光秀，对一些历史上具有影响力的人物表达敬意，或是呼吁对疾病的关注如乳腺癌粉红丝带运动。迪拜政府在穆罕默德·本·拉希德·阿勒马克图姆的“愿景2021”下，旨在于2021年前将阿联酋建设为“世界上最好的国家之一。”

## 人口
根据迪拜统计中心所进行的人口普查，截至2018年，迪拜酋长国的人口总数为3,192,000人，包括2,233,000名男性和959,000名女性，截至1998年，总人口中土生土长的阿联酋人仅占17％，至2013年約佔15%。迪拜的人口结构与其它阿联酋的酋长国不同的在于它的外籍人士比例相当大，許多外籍人士長久生活於杜拜，甚至在杜拜出生，主要来自于南亚与东南亚。从报告中，约莫四分之一的人口是从它的近邻伊朗所迁入的。約85%的外籍人士為亞洲人（約佔杜拜總人口71%），主要族群包括印度人（51%）、巴基斯坦人（16%）、孟加拉人（9%）、菲律賓人（3%），另外約有3萬名索馬利亞人及其他較小的族群。迪拜也是大约十万英国人与其他西方人的移民之地。阿联酋政府并不总是允许永久移民、以及放弃国籍。

### 语言
阿拉伯语為國家及官方语言，為阿拉伯聯合大公國本地區民使用，英语則做為第二語言，另外，移民使用的語言包括马拉雅拉姆语、印地语-乌尔都语（或印度斯坦语）、古吉拉特语、波斯语、信德语、泰米尔语、旁遮普語、普什图语、孟加拉语、俾路支语、图卢语、卡纳达语、僧伽罗语、马拉地语、泰卢固语、他加祿語及汉语等。。

### 宗教
伊斯兰教是所有酋长国的官方宗教，主要的教派为逊尼派。不少外籍移工為穆斯林。这里也有少数的印度教徒、锡克教徒、基督徒及佛教徒。迪拜也是所有酋长国内唯一有印度教、锡克教庙宇的地方。
迪拜城内的米娜市集有印度教湿婆与奎师那的庙宇，它们的建立相信是受到迪拜前任领导者，谢赫·马克图姆·本·拉希德·阿勒马克图姆的允许。这里也有专属印度移民的电动火葬场。非穆斯林者可自由信仰他们的宗教，但不得以公开传教或散布其书籍。政府对于「非穆斯林」以及其他宗教的传教士其实是很宽容的，很少干预「非穆斯林」的宗教活动。
2001年初，政府在杰贝阿里为4个基督新教与1个天主教教会所捐助的教堂动土施工，而第一个东正教教堂已于2005年底开始建造，阿联酋东正教的成员在之前必须与其他基督派别共同使用教堂，直到谢赫·穆罕默德·本·拉希德·阿勒马克图姆在杰贝阿里捐赠了一小块的土地。
除了捐出土地兴建教堂等宗教设施，政府不会补贴非伊斯兰的团体、墓地等等，政府補貼約95%的清真寺，僅約5%完全為私人籌建。不过，該等團體可以从海外筹集资金，从而得到财政支持，政府亦允许基督教会公开在报纸上刊登具纪念性质的教会活动。

## 文化
杜拜文化主要受伊斯蘭文化及阿拉伯文化影響，如建築、音樂、服裝、美食和生活方式等方面。隨著觀光需求、創業發展對生活品質的要求，杜拜文化逐漸朝奢華、富裕、重視休閒演變。年度娛樂活動包括杜拜購物節（DSF）及杜拜夏季驚喜（Dubai Summer Surprises，DSS），活動吸引約400萬遊客造訪，並創造超過27億美元營收。

## 国际交流

### 友好城市
- 西班牙加泰罗尼亚巴塞罗那省巴塞罗那(2006)[83]
- 南韓釜山廣域市(2006)[84]
- 美國密歇根州底特律(2003)[85]
- 德國黑森法蘭克福(2005)[86]
- 澳大利亞昆士蘭州黄金海岸(2001)[87]
- 中國上海市(2009)[88]
- 土耳其伊斯坦堡(1997)[89]
- 印度尼西亞巴東(2015)[90]
- 馬來西亞吉隆坡(2010)[91]
- 中國深圳市(2018)[92]